# Metall de Rose
El metall de Rose és un aliatge fusible compost d'un 35,33% de bismut (Bi), un 34,97% de plom (Pb), i un 29,90% d'estany (Sn), el punt de fusió del qual és de 90 °C. També existeix el metall de Rose II, un aliatge fusible no eutèctic, compost d'un 50% de bismut, un 28% de plom, i un 22% d'estany, el punt de fusió del qual, no perfectament definit a causa de la seva natura no eutèctica, és a l'entorn dels 96-110 °C. És un aliatge molt semblant al metall de d'Arcet, i té una composició propera a les proporcions del punt eutèctic de la mescla Bi/Pb/Sn situat a les proporcions 52,5% Bi, 32% Pb i 15,5% Sn, el qual punt de fusió és 95 °C. Aquestes aliatges foren descrites pel químic alemany Valentin Rose pare a finals del segle xviii. S'empra en soldadures.